# Nikolai Tschebotko
Nikolai Sergejewitsch Tschebotko (russisch Николай Сергеевич Чеботько, * 25. Oktober 1982 in Schtschutschinsk, Kasachische SSR, Sowjetunion; † 24. Januar 2021 in Burabai, Kasachstan) war ein kasachischer Skilangläufer.

## Werdegang

### Erste Rennen als Junior
Seinen ersten internationalen Auftritt hatte Tschebotko 2000 bei den Juniorenweltmeisterschaften in Štrbské Pleso. Sein bestes Resultat dort war der 25. Platz über 30 Kilometer klassisch. Im Sprint wurde er 38. und über 15 Kilometer in der freien Technik reichte es nur zum 66. Platz. Diese Resultate konnte er ein Jahr später mit Platz 18 über 10 Kilometer klassisch bei den 2001 in Karpacz leicht verbessern, als er 18. über 10 Kilometer in der klassischen Technik, 41. über 30 Kilometer in der freien Technik und 45. im Sprint wurde. Bei den Juniorenweltmeisterschaften 2002 in Schonach im Schwarzwald gelangen ihm dann zwei Top-Ten-Platzierungen. Über 30 Kilometer klassisch (Massenstart) belegte er einen guten fünften Platz und auch über 10 Kilometer Freistil wusste er mit Platz 10 zu überzeugen.

### Weltcup und Olympia
Im gleichen Jahr startete Tschebotko auch erstmals im Skilanglauf-Weltcup, verpasste jedoch als 69. in der Qualifikation des Sprints in Cogne klar die Finalläufe. Die guten Platzierungen bei den Juniorenweltmeisterschaften ermöglichten ihm den Start bei den Olympischen Winterspielen 2002 in Salt Lake City. Über die Distanz von 30 Kilometer Freistil überraschte Tschebotko mit Platz 22 unter 68 Startern. Im Verfolgungswettbewerb wurde er 39. Und mit der Staffel 14. Im Sprint verpasste er als 33. knapp die Finalläufe. Bei der Winter-Universiade 2003 in Tarvis feierte Tschebotko mit dem Sieg im Sprintwettbewerb seinen ersten größeren internationalen Erfolg. Bei den Nordischen Skiweltmeisterschaften 2003 im Val di Fiemme scheiterte er als 34. erneut knapp an der Qualifikation im Sprintwettbewerb. Im 10-Kilometer-Skiathlon wurde er ebenso 45., wie über 30 Kilometer in der klassischen Technik. Über 50 Kilometer wurde er in der freien Technik 58. und mit der kasachischen Langlaufstaffel erreichte er den 13. Rang.
In der Saison 2003/04 gewann Tschebotko erstmals Weltcuppunkte. Über die Distanz von 30 Kilometer Freistil belegte er in Toblach den 22. Platz. Mit dem kasachischen Team gelang ihm in La Clusaz mit Platz vier ein Achtungserfolg. In den Sprintwettbewerben in Stockholm und Trondheim konnte er mit Platz 17 und Platz 14 erstmals unter die besten Zwanzig Athleten eines Weltcup-Wettbewerbs vorstoßen. Diese Resultate konnte er auch in den darauffolgenden Jahren bestätigen. In Reit im Winkl verfehlte er mit Platz 11 im Sprint im Februar 2005 knapp seine erste Top-Ten-Platzierung. Bei der Universiade in Innsbruck/Seefeld gewann er die Silbermedaille 10 Kilometer Freistil. Über 30 Kilometer klassisch wurde er Vierter und im Sprint belegte er den achten Platz, nachdem er in der Qualifikation noch zweiter gewesen war. Bei den Nordischen Skiweltmeisterschaften 2005 Oberstdorf erreichte er mit Platz drei in der Qualifikation erstmals bei einem internationalen Großereignis die Finalläufe im Sprintwettbewerb. Im B-Finale belegte er den vierten Platz und somit in der Endabrechnung den achten Platz. Im Teamsprint erreichte er mit Jewgeni Koschewoi den siebenten Platz. Hinzu kamen der 35. Platz über 15 Kilometer in der freien Technik und 40. Platz im Skiathlon. Mit der kasachischen Langlaufstaffel wurde er Zehnter. In der Saison 2005/06 schaffte Tschebotko mit Platz sieben im Sprint in Oberstdorf auch im Weltcup erstmals den Sprung unter die Top Ten. Bei den Olympischen Winterspielen 2006 in Turin verpasste er jedoch die Qualifikation für das Sprintfinale. Im Teamsprint wurde er zusammen mit Koschewoi Sechster. 2007 gelang ihm bei der Universiade in Pragelato erneut der Sieg im Sprintwettbewerb. Bei den Winter-Asienspielen 2007 gewann er Gold mit der Staffel. Bei den Nordischen Skiweltmeisterschaften 2007 in Sapporo erreichte er die Finalläufe und belegte den 19. Platz im Sprint. Im Teamsprint trat er erneut mit Koschewoi an. Das Duo belegte den achten Platz. Über 15 Kilometer in der freien Technik wurde er 31. und mit Staffel Siebter. In der Saison 2007/08 startete Tschebotko bei der Tour des Ski. Es gelang ihm beim Sprint in Asiago den Finallauf zu erreichen. Dort musste er sich nur Petter Northug geschlagen geben und erreichte seine erste Podestplatzierung in einem im Rahmen des Weltcups veranstalteten Wettbewerb. Auch bei der Tour des Ski konnte Tschebotko auf sich aufmerksam machen. Mit zwei dritten Plätzen auf der vierten und sechsten Etappe über 15 Kilometer bzw. 20 Kilometer klassisch schaffte er die Grundlage für den 18. Gesamtrang.
Nachdem die folgenden Weltcups eher durchwachsen verliefen, startete Tschebotko bei den Nordischen Skiweltmeisterschaften 2009 in Liberec. Nach einem enttäuschenden 59. Platz über 15 km erreichte er Rang 23 in der Doppelverfolgung. Im Sprint erreichte er Rang 16, bevor er kurz darauf Platz sieben im Teamsprint einfuhr. Mit der Staffel wurde er am Ende Zehnter.

### Leistungseinbruch 2009/10
Nachdem er zu Beginn der Weltcup-Saison 2009/10 mit hinteren Plätzen zu kämpfen hatte, konnte er mit dem 17. Rang in Düsseldorf im Teamsprint wieder eine Top-20-Platzierung erreichen. Im slowenischen Rogla fuhr er im Sprint als Neunter wieder unter die besten zehn. In der Tour de Ski 2009/2010 konnte Tschebotko die Leistungen aus dem Vorjahr nicht wiederholen und landete am Ende auf dem 27. Rang. Seine beste Einzelplatzierung war ein 13. Platz in Oberhof. Beim letzten Weltcup vor den Olympischen Spielen in Canmore verpasste Tschebotko mit Rang fünf nur knapp die Podestplätze. Bei den Olympischen Winterspielen 2010 in Vancouver erreichte Tschebotko nach einem 38. Platz im Einzel den 13. Platz im Sprint. Im Team-Sprint landete er mit seinem Partner Alexei Poltoranin auf dem fünften Rang, bevor er mit der Staffel Elfter wurde. Beim Saisonfinale in Stockholm startete Tschebotko nicht.

### Rückkehr in die Weltspitze
Die Saison 2010/11 begann Tschebotko beim FIS-Rennen in Muonio, wo er im Sprint als Vierter nur knapp am Podest vorbeifuhr. Daraufhin startete er in Gällivare wieder im Weltcup und wurde am 19. im Einzel und mit der Staffel Neunter. Nachdem er in der Folge nur selten in die Punkteränge fahren konnte, beendete er seine Weltcup-Saison bereits vor Beginn der Tour de Ski 2010/2011. Seine Saison beendete er in seiner Heimat bei den Winter-Asienspielen 2011, wo er Bronze über 15 km Freistil, Silber im Sprint und über 10 km klassisch, sowie zweimal Gold im Teamsprint und mit der Staffel gewann. Zu Beginn der Saison 2011/12 in Sjusjøen errang er erneut nur Platz 53 im Einzel und nur Rang 14 mit der Staffel.
In Kuusamo konnte er mit Rang acht im Sprint wieder unter die besten zehn fahren. Es blieb jedoch seine einzige Top-10-Platzierung der Saison. Bei der Tour de Ski 2011/2012 landete er am Ende auf dem 45. Platz. Kurz darauf gewann er bei den Kasachischen Meisterschaften 2012 Silber im Sprint. Auch in der folgenden Saison konnte er sich nicht zurück in die Weltspitze kämpfen. Nach einem zweiten Platz beim FIS-Rennen in Muonio zu Beginn der Saison, kam er beim Weltcup-Auftakt in Gällivare erneut nicht über den 50. Platz hinaus. Überraschen konnte Tschebotko am 7. Dezember 2012, als er im kanadischen Québec seinen ersten Team-Sprint-Weltcup gewann. Nach weiteren durchwachsenen Weltcups wurde er im Februar in Sotschi Sechster und in Davos Fünfter.
Bei den Nordischen Skiweltmeisterschaften 2013 im Val di Fiemme gewann Tschebotko nach dem 14. Platz im Sprint die Bronzemedaille im Teamsprint. Im Einzel wurde er 63. und mit der Staffel fuhr er auf den 13. Platz. Beim folgenden Weltcup im finnischen Lahti verpasste er als Vierter das Podium nur knapp. Auch bei den restlichen Weltcups der Saison 2012/13 erreichte er ausnahmslos Platzierungen unter den besten zwanzig. Am Ende der Saison belegte er Rang 33 der Gesamtwertung und Rang zehn der Sprint-Wertung. Damit wiederholte er in der Gesamtwertung seine Platzierung aus der Saison 2008/09 und erreichte er im Sprint die beste Platzierung der Karriere.
Bei den Olympischen Winterspielen 2014 im russischen Sotschi wurde er im Sprint 25., über 15 Kilometer in der klassischen Technik 33. und im Teamsprint Achter. Bei den Weltmeisterschaften 2015 im schwedischen Falun wurde er im Sprint 29., über 15 Kilometer in der freien Technik 55., im Teamsprint 18. und im abschließenden Staffelrennen reichte es mit der kasachischen Mannschaft zum 13. Rang. Vier Jahre später reichte es bei den Weltmeisterschaften 2019 in Seefeld in Tirol nur noch zu Platz 66 im Sprint und zu Platz im Teamsprint.
Am 24. Januar 2021 starb Tschebotko im Alter von 38 Jahren bei einem Autounfall.

## Erfolge

### Weltcupsiege im Team
| Nr. | Datum            | Ort    | Disziplin             |
| --- | ---------------- | ------ | --------------------- |
| 1.  | 7. Dezember 2012 | Québec | Teamsprint Freistil 1 |

### Siege bei Continental-Cup-Rennen
| Nr. | Datum             | Ort     | Disziplin      | Serie            |
| --- | ----------------- | ------- | -------------- | ---------------- |
| 1.  | 16. Dezember 2005 | Sotkamo | 15 km Freistil | Scandinavian Cup |

## Platzierungen im Weltcup

### Weltcup-Statistik
Die Tabelle zeigt die erreichten Platzierungen im Einzelnen.
- 1.–3. Platz: Anzahl der Podiumsplatzierungen
- Top 10: Anzahl der Platzierungen unter den ersten zehn
- Punkteränge: Anzahl der Platzierungen innerhalb der Punkteränge
- Starts: Anzahl gelaufener Rennen in der jeweiligen Disziplin
- Hinweis: Bei den Distanzrennen erfolgt die Einordnung gemäß FIS.

| Platzierung | Distanzrennen a | Distanzrennen a | Distanzrennen a | Distanzrennen a | Distanzrennen a | Skiathlon Verfolgung | Sprint | Etappen- rennen b | Gesamt | Team c | Team c  |
| Platzierung | ≤ 5 km          | ≤ 10 km         | ≤ 15 km         | ≤ 30 km         | > 30 km         | Skiathlon Verfolgung | Sprint | Etappen- rennen b | Gesamt | Sprint | Staffel |
| ----------- | --------------- | --------------- | --------------- | --------------- | --------------- | -------------------- | ------ | ----------------- | ------ | ------ | ------- |
| 1. Platz    |                 |                 |                 |                 |                 |                      |        |                   |        | 1      |         |
| 2. Platz    |                 |                 |                 |                 |                 |                      | 1      |                   | 1      | 1      |         |
| 3. Platz    |                 |                 | 2               |                 |                 |                      |        |                   | 2      |        |         |
| Top 10      |                 |                 | 2               |                 |                 | 1                    | 10     |                   | 13     | 3      | 14      |
| Punkteränge | 3               | 4               | 17              | 4               |                 | 8                    | 38     | 7                 | 81     | 11     | 26      |
| Starts      | 8               | 9               | 57              | 16              | 1               | 27                   | 70     | 9                 | 197    | 11     | 26      |

### Weltcup-Gesamtplatzierungen
| Saison  | Gesamt | Gesamt | Distanz | Distanz | Sprint | Sprint |
| Saison  | Punkte | Platz  | Punkte  | Platz   | Punkte | Platz  |
| ------- | ------ | ------ | ------- | ------- | ------ | ------ |
| 2003/04 | 71     | 59.    | 34      | 56.     | 37     | 39.    |
| 2004/05 | 53     | 71.    | 16      | 64.     | 37     | 34.    |
| 2005/06 | 56     | 76.    | 11      | 97.     | 45     | 35.    |
| 2006/07 | 19     | 111.   | 13      | 79.     | 6      | 75.    |
| 2007/08 | 94     | 63.    | 1       | 92.     | 93     | 28.    |
| 2008/09 | 243    | 33.    | 122     | 33.     | 69     | 38.    |
| 2009/10 | 167    | 47.    | 51      | 56.     | 100    | 23.    |
| 2010/11 | 149    | 47.    | 94      | 35.     | 15     | 77.    |
| 2011/12 | 129    | 58.    | 34      | 65.     | 67     | 33.    |
| 2012/13 | 262    | 33.    | 49      | 53.     | 183    | 10.    |
| 2013/14 | 80     | 68.    | 16      | 82.     | 40     | 50.    |
| 2014/15 | 15     | 125.   | -       | -       | 15     | 69.    |